# Ye Huanming
Ye Huanming (叶焕明S; 6 agosto 1965) è un ex sollevatore cinese.

## Carriera
Ye Huanming prese parte alle Olimpiadi di Seul 1988 nella categoria dei pesi piuma (fino a 60 kg.), conquistando la medaglia di bronzo con 287,5 kg. nel totale, terminando alle spalle del fuoriclasse turco di origine bulgara Naim Süleymanoğlu, che nell'occasione stabilì il record del mondo nel totale con 342,5 kg., e del bulgaro Stefan Topurov (312,5 kg.).
Vinse inoltre una medaglia di bronzo nello strappo ai campionati mondiali di Sofia nel 1986.